# Short Valetta
El Short S.11 Valetta fue un monoplano de pasajeros británico de la década de 1930, diseñado y construido por Short Brothers en Rochester.

## Desarrollo
El Valetta fue diseñado y construido para el Ministerio del Aire, para permitir comparaciones entre un hidroavión/avión terrestre y un hidrocanoa. El Valetta era un monoplano propulsado por tres motores Bristol Jupiter XIF y voló por primera vez el 21 de mayo de 1930 como hidroavión. Tenía espacio para dos tripulantes y 16 pasajeros. En julio de 1931 salió de Rochester en un vuelo de reconocimiento africano realizado por Sir Alan Cobham. Regresó a Rochester en septiembre de 1931, después de volar 12 300 millas. El avión voló por última vez como hidroavión en noviembre de 1931, y fue convertido en avión terrestre. Luego se sometió a pruebas con Imperial Airways y con el Ministerio del Aire, antes de ser retirado y utilizado por la Real Fuerza Aérea como avión de instrucción en RAF Halton.

## Especificaciones (hidroavión)
Referencia datos: Jackson, A.J. y Flight

### Características generales
- Tripulación: Dos
- Capacidad: 16 pasajeros
- Longitud: 21,5 m (70,4 ft)
- Envergadura: 32,6 m (107 ft)
- Altura: 4,3 m (14 ft)
- Superficie alar: 128,4 m² (1382 ft²)
- Peso vacío: 6593 kg (14 531 lb)
- Peso cargado: 10 180 kg (22 436,7 lb)
- Planta motriz: 3× motor radial de 9 cilindros refrigerado por aire Bristol Jupiter XIF.
  - Potencia: 392 kW (540 HP; 533 CV) cada uno.
- Hélices: De cuatro palas de paso fijo

### Rendimiento
- Velocidad máxima operativa (Vno): 217 km/h (135 MPH; 117 kt)
- Velocidad crucero (Vc): 168-177 km/h
- Alcance: 835 km (451 nmi; 519 mi)
- Techo de vuelo: 4877 m (16 001 ft)
- Régimen de ascenso: 4,3 m/s (850 ft/min)

## Especificaciones (avión terrestre)
Referencia datos: Jackson, A.J. y Flight

### Características generales
- Tripulación: Dos
- Capacidad: 16 pasajeros
- Longitud: 21,5 m (70,4 ft)
- Envergadura: 32,6 m (107 ft)
- Altura: 4,3 m (14 ft)
- Superficie alar: 128,4 m² (1382 ft²)
- Peso vacío: 6593 kg (14 531 lb)
- Peso cargado: 9940 kg (21 907,8 lb)
- Planta motriz: 3× motor radial de 9 cilindros refrigerado por aire Bristol Jupiter XIF.
  - Potencia: 392 kW (540 HP; 533 CV) cada uno.
- Hélices: De cuatro palas de paso fijo

### Rendimiento
- Velocidad máxima operativa (Vno): 222 km/h (138 MPH; 120 kt)
- Velocidad crucero (Vc): 168-177 km/h
- Alcance: 835 km (451 nmi; 519 mi)
- Techo de vuelo: 4511 m (14 800 ft)
- Régimen de ascenso: 4,5 m/s (880 ft/min)

## Aeronaves relacionadas

### Secuencias de designación
- Secuencia S._ (interna de Short, posterior a 1921): ← S.8 - S.8/8 - S.10 - S.11 - S.12 - S.14 - S.15 →